# Palazzo Galeota
A tarantói Palazzo Galeota 1728-ban épült Don Vincenzo Cosa kanonok számára. Az 1800-as évek elején a város polgármesterének Luigi Galeotának a tulajdonába került, aki jelentősen átépíttette és kibővítette szomszédos épületek összeépítésével. Ebből az időszakból származik neve is. 1975-ben a város tulajdonába került. Napjainkban a városi Néprajzi Múzeumnak ad otthont. 
Az épület barokk stílusban épült és egyike a legszebb 18. századi tarantói palotáknak. Ugyanakkor a legnagyobb belső udvarral rendelkezik az összes közül.

## Fordítás
- Ez a szócikk részben vagy egészben  a   Plazzo Galeota című olasz Wikipédia-szócikk ezen változatának fordításán alapul.  Az eredeti cikk szerkesztőit annak laptörténete sorolja fel. Ez a jelzés csupán a megfogalmazás eredetét és a szerzői jogokat jelzi, nem szolgál a cikkben szereplő információk forrásmegjelöléseként.